# A-League 2014-15
La Hyundai A-League 2014-15 es la décima edición de la A-League, máxima categoría del fútbol de Australia y Nueva Zelanda. Comenzó el 10 de octubre de 2014, con el inicio de la fase regular, y finalizara el día 17 de mayo de 2015, con la disputa de la gran final. El torneo tendrá un receso entre el 6 y el 24 de enero para evitar un tope de fechas con la Copa Asiática 2015 a desarrollarse en el país entre el 9 y el 31 de enero.
El campeonato se compone de nueve clubes Australianos y un club de Nueva Zelanda el Wellington Phoenix, dentro de un único grupo, donde se enfrentan tres veces durante la temporada con un total de 27 fechas en la fase regular. Al final de la temporada regular los seis primeros avanzan a la fase final por el título.
La temporada marcará el primer año del ex Melbourne Heart, que competirá como Melbourne City tras su cambio de nombre en junio de 2014.
El club Brisbane Roar es el defensor del título.

## Sistema de competición
Los 10 equipos disputan una temporada regular, donde todos los clubes se enfrentan entre sí en 27 jornadas, tres rondas a ida y vuelta. Se otorgan tres puntos por la victoria, uno por el empate y ninguno si se es derrotado. Al término de esta fase, los seis mejores avanzan a una eliminatoria o playoff por el título.
En la eliminatoria por el título, los dos primeros equipos de la fase regular acceden directamente a semifinales, mientras los clubes ubicados del tercer al sexto lugar disputan la primera ronda de la misma cuyos vencedores avanzan a semifinales. Seguidamente ambos ganadores de las semifinales disputan el título de la A-League en la Gran Final, partido único en el campo del club con mejor rendimiento de la fase regular. 
En cuanto a la clasificación para competiciones internacionales, el campeón de la temporada regular y el campeón de la A-League obtienen una plaza para la fase de grupos de la Liga de Campeones de la AFC, mientras que el segundo clasificado de la fase regular consigue otra, a partir de la fase preliminar.

## Equipos participantes
| Club                     | Ciudad     | Estadio                  | Aforo         | Entrenador        |
| ------------------------ | ---------- | ------------------------ | ------------- | ----------------- |
| Adelaide United          | Adelaida   | Estadio Hindmarsh        | 17.000        | Josep Gombau      |
| Brisbane Roar            | Brisbane   | Estadio Suncorp          | 52.500        | Mike Mulvey       |
| Central Coast Mariners   | Gosford    | Estadio Central Coast    | 20.050        | Phil Moss         |
| Melbourne City           | Melbourne  | AAMI Park                | 30.050        | John van 't Schip |
| Melbourne Victory        | Melbourne  | Estadio Etihad AAMI Park | 53.359 30.050 | Kevin Muscat      |
| Newcastle United Jets    | Newcastle  | Estadio Hunter           | 33.000        | Phil Stubbins     |
| Perth Glory              | Perth      | Estadio NIB              | 20.500        | Kenny Lowe        |
| Sydney                   | Sídney     | Estadio Allianz          | 45.500        | Graham Arnold     |
| Wellington Phoenix       | Wellington | Estadio Westpac          | 36.000        | Ernie Merrick     |
| Western Sydney Wanderers | Sídney     | Estadio Pirtek           | 21.500        | Tony Popovic      |

## Tabla de posiciones
- Actualizado al 26 de abril de 2015.

| Pos | Equipo                   | PJ | PG | PE | PP | GF | GC | Dif  | Pts |
| --- | ------------------------ | -- | -- | -- | -- | -- | -- | ---- | --- |
| 1.  | Melbourne Victory        | 27 | 15 | 8  | 4  | 56 | 31 | + 25 | 53  |
| 2.  | Sydney                   | 27 | 14 | 8  | 5  | 52 | 35 | + 17 | 50  |
| 3.  | Perth Glory a            | 27 | 14 | 8  | 5  | 45 | 35 | + 10 | 50  |
| 4.  | Adelaide United          | 27 | 14 | 4  | 9  | 47 | 32 | + 15 | 46  |
| 5.  | Wellington Phoenix b     | 27 | 14 | 4  | 9  | 45 | 35 | + 10 | 46  |
| 6.  | Melbourne City           | 27 | 9  | 8  | 10 | 36 | 41 | - 5  | 35  |
| 7.  | Brisbane Roar            | 27 | 10 | 4  | 13 | 42 | 43 | - 1  | 34  |
| 8.  | Central Coast Mariners   | 27 | 5  | 8  | 14 | 26 | 50 | - 24 | 23  |
| 9.  | Western Sydney Wanderers | 27 | 4  | 6  | 17 | 29 | 44 | - 15 | 18  |
| 10. | Newcastle United Jets    | 27 | 3  | 8  | 16 | 23 | 55 | - 32 | 17  |

* Leyenda: PJ: Partidos jugados; PG: Partidos ganados; PE: Partidos empatados; PP: Partidos perdidos; GF: Goles a favor; GC: Goles en contra; Dif: Diferencia de goles; Pts: Puntos.
     Clasificados a la Liga de Campeones de la AFC 2016.

     Clasificados a Primera ronda de la fase final.
Notas:

a Perth Glory descalificado de la serie final debido a violaciones de tope salarial.
b Wellington Phoenix como equipo neozelandés, pertenece a la Confederación de Fútbol de Oceanía por lo que no puede participar en torneos organizados por la Confederación Asiática de Fútbol.

## Fase final
|  | Primera ronda | Primera ronda      | Primera ronda     |                 |   | Semifinales | Semifinales | Semifinales |  |    | Gran Final        | Gran Final | Gran Final |  |
|  |               |                    |                   |                 |   |             |             |             |  |    |                   |            |            |  |
|  |               |                    |                   |                 |   |             |             |             |  |    |                   |            |            |  |
|  |               |                    |                   |                 |   |             |             |             |  |    |                   |            |            |  |
|  |               |                    |                   |                 |   |             |             |             |  |    |                   |            |            |  |
|  |               |                    |                   |                 |   |             |             |             |  |    |                   |            |            |  |
|  |               | 1º                 | Melbourne Victory | 3               |   |             |             |             |  |    |                   |            |            |  |
|  |               |                    |                   | 3               |   |             |             |             |  |    |                   |            |            |  |
|  |               |                    | 5º                | Melbourne City  | 0 |             |             |             |  |    |                   |            |            |  |
|  | 4º            | Wellington Phoenix | 5º                | Melbourne City  | 0 | 0           |             |             |  |    |                   |            |            |  |
|  | 4º            | Wellington Phoenix |                   |                 |   |             |             |             |  |    |                   |            |            |  |
|  | 5º            | Melbourne City     | 2                 |                 |   |             |             |             |  |    |                   |            |            |  |
|  | 5º            | Melbourne City     | 2                 |                 |   |             |             |             |  | 1º | Melbourne Victory | 3          |            |  |
|  |               |                    |                   |                 |   |             |             |             |  | 1º | Melbourne Victory | 3          |            |  |
|  |               |                    | 2°                | Sydney          | 0 |             |             |             |  |    |                   |            |            |  |
|  |               |                    | 2°                | Sydney          | 0 |             |             |             |  |    |                   |            |            |  |
|  |               |                    |                   |                 |   |             |             |             |  |    |                   |            |            |  |
|  |               |                    |                   |                 |   |             |             |             |  |    |                   |            |            |  |
|  |               | 2º                 | Sydney            | 4               |   |             |             |             |  |    |                   |            |            |  |
|  |               |                    |                   | 4               |   |             |             |             |  |    |                   |            |            |  |
|  |               |                    | 3º                | Adelaide United | 1 |             |             |             |  |    |                   |            |            |  |
|  | 3º            | Adelaide United    | 3º                | Adelaide United | 1 | 2           |             |             |  |    |                   |            |            |  |
|  | 3º            | Adelaide United    |                   |                 |   |             |             |             |  |    |                   |            |            |  |
|  | 6º            | Brisbane Roar      | 1                 |                 |   |             |             |             |  |    |                   |            |            |  |
|  | 6º            | Brisbane Roar      | 1                 |                 |   |             |             |             |  |    |                   |            |            |  |
|  |               |                    |                   |                 |   |             |             |             |  |    |                   |            |            |  |

### Primera ronda
| 1 de mayo de 2015 | Adelaide United        | 2:1 (1:1) | Brisbane Roar | Adelaide Oval, Adelaida                                 |                                                         |
|                   | Goodwin 7' · Mabil 87' | Reporte   | 27' Broich    | Asistencia: 20.155 espectadores Árbitro(s): Peter Green | Asistencia: 20.155 espectadores Árbitro(s): Peter Green |

| 3 de mayo de 2015 | Wellington Phoenix | 0:2 (0:0) | Melbourne City                   | Estadio Westpac, Wellington                              |                                                          |
|                   |                    | Reporte   | Kennedy 61' · Moss 72' (autogol) | Asistencia: 10.171 espectadores Árbitro(s): Ben Williams | Asistencia: 10.171 espectadores Árbitro(s): Ben Williams |

### Semifinales
| 8 de mayo de 2015 | Melbourne Victory                            | 3:0 (2:0) | Melbourne City | Estadio Etihad, Melbourne                                            |                                                                      |
|                   | Berisha 18' · Barbarouses 30' · Thompson 87' | Reporte   |                | Asistencia: 50.800 espectadores Árbitro(s): Kristian Griffiths-Jones | Asistencia: 50.800 espectadores Árbitro(s): Kristian Griffiths-Jones |

| 9 de mayo de 2015 | Sydney FC                                        | 4:1 (2:0) | Adelaide United | Estadio de Fútbol de Sídney, Sídney                      |                                                          |
|                   | Ibini-Isei 19' · Brosque 45+1' 47' · Naumoff 90' | Reporte   | Goodwin 74'     | Asistencia: 26.783 espectadores Árbitro(s): Ben Williams | Asistencia: 26.783 espectadores Árbitro(s): Ben Williams |

### Final
| 17 de mayo de 2015 | Melbourne Victory                           | 3:0 (1:0)         | Sydney FC | AAMI Park, Melbourne                                       |                                                            |
|                    | Berisha 33' · Barbarouses 83' · Broxham 89' | [Informe Reporte] |           | Asistencia: 29.843 espectadores Árbitro(s): Jarred Gillett | Asistencia: 29.843 espectadores Árbitro(s): Jarred Gillett |

| Bandera de Australia                |
| Campeón Melbourne Victory 3° título |

## Máximos goleadores
Fuente: ultimatealeague
| Pos. | Jugador           | Club               | Goles |
| ---- | ----------------- | ------------------ | ----- |
| 1    | Marc Janko        | Sydney             | 16    |
| 2    | Besart Berisha    | Melbourne Victory  | 14    |
| 3    | Nathan Burns      | Wellington Phoenix | 13    |
| 4    | Andy Keogh        | Perth Glory        | 12    |
| 5    | Archie Thompson   | Melbourne Victory  | 11    |
| 6    | Roy Krishna       | Wellington Phoenix | 9     |
| 6    | Jamie Maclaren    | Perth Glory        | 9     |
| 6    | Alex Brosque      | Sydney             | 9     |
| 9    | Henrique          | Brisbane Roar      | 8     |
| 9    | Pablo Sánchez     | Adelaide United    | 8     |
| 9    | Shane Smeltz      | Sydney             | 8     |
| 12   | Marcelo Carrusca  | Adelaide United    | 7     |
| 12   | Sergio Cirio      | Adelaide United    | 7     |
| 12   | Guilherme Finkler | Melbourne Victory  | 7     |
| 12   | Aaron Mooy        | Melbourne City     | 7     |